# Jean-Pierre Bourguignon

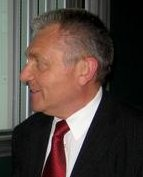
Jean-Pierre Bourguignon.

Jean-Pierre Bourguignon (1947) is een Franse wiskundige, die werkzaam is op het gebied van de differentiaalmeetkunde. 
Van 1990 tot 1992 was hij voorzitter van de Société Mathématique de France en van 1995 tot 1998 was hij president van het Europees wiskundig genootschap. Sinds 1994 is hij tevens directeur van het Institut des hautes études scientifiques in Bures-sur-Yvette, net ten zuiden van Parijs. 
Een van zijn promovendi was Denis Auroux.